# Книгарня Лелльо
41°08′49″ пн. ш. 8°36′53″ зх. д. / 41.146906° пн. ш. 8.614791° зх. д.
Книгарня Лелльо (порт. Livraria Lello) — книгарня у місті Порту. Одна з найстаріших книгарень Португалії, заснована 1869 року. Вважається однією з найкрасивіших книгарень у світі.

## Історія
1869 року в будинку, де зараз розташована книгарня  Лелльо та сини за адресою Rua das Carmelitas Nr. 144, було відкрито книгарню Livraria Chardron. 1894 року будинок придбав Жозе Пінту де Соуса Лелльо, який на той час вже мав одну книгарню разом зі своїм швагером Давидом Лоуренсу Перейрою й займався, зокрема, імпортом книжкової продукції з інших країн. Після смерті Перейри Жозе Пінту разом зі своїм братом Антоніу Лелльо заснували книгарню й видавництво Lello & Irmão, Lda. 13 січня 1906 року відбулося урочисте відкриття книгарні Лелльо, а з 1919 року вона носить своє теперішнє ім'я.  
Нині книгарня є частиною книготоргової фірми Prólogo Livreiros, S.A, що належить одному з членів родини Лелльо. 1995 року було проведено значні роботи з реставрації та ремонту книгарні. З 2013 року книгарню занесено до списку пам'яток історії та архітектури.
2008 року британська газета The Guardian склала рейтинг найгарніших книгарень світу, в якому Книгарня Лелльо та сини посіла третє місце. На думку видавництва Lonely Planet, ця книгарня є найгарнішою в Європі й посідає третє місце у світі.
Вважається, що книгарня Лелльо й сини знайшла своє відображення в серії романів про Гаррі Поттера як чаклунська книгарня «Флоріш і Блотс». Джоан Ролінг справді на початку 1990-х років якийсь час мешкала в Порту, де викладала англійську мову й відвідувала книгарню Лелльо й сини.

## Галерея

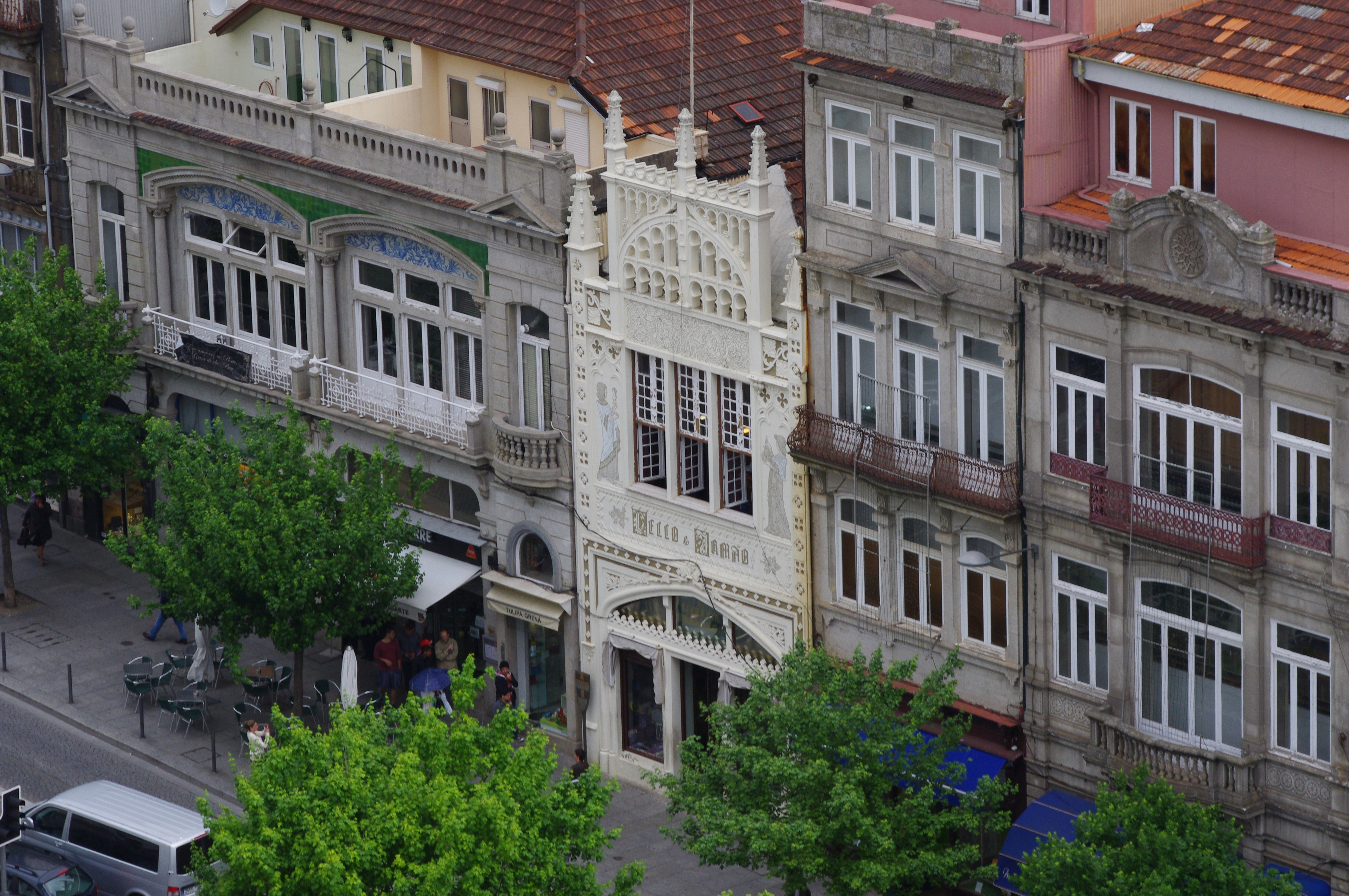
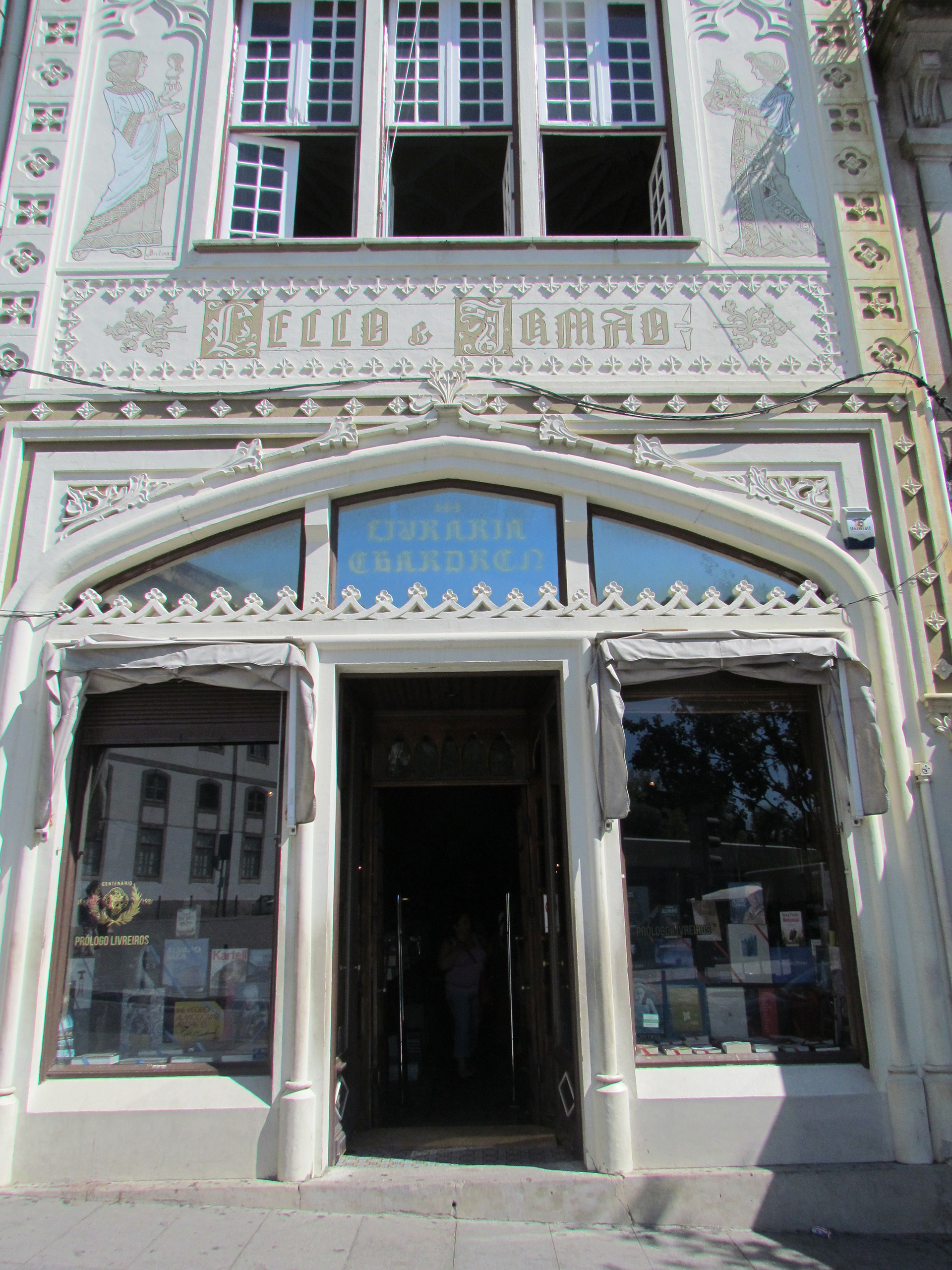
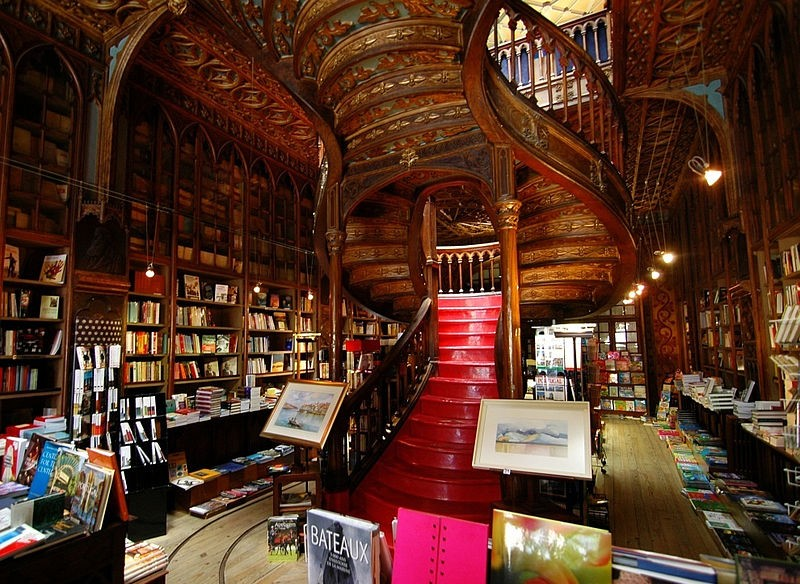
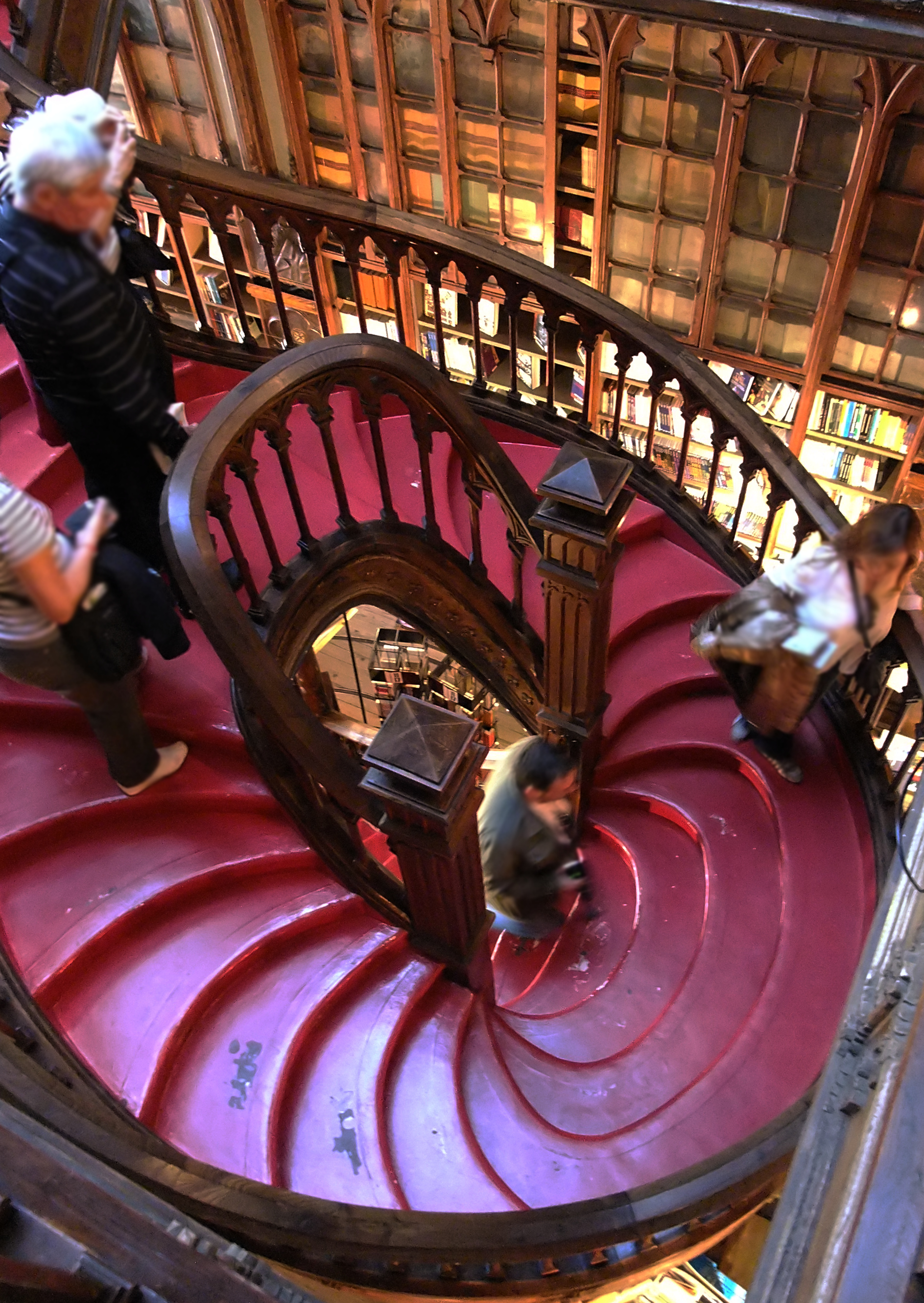
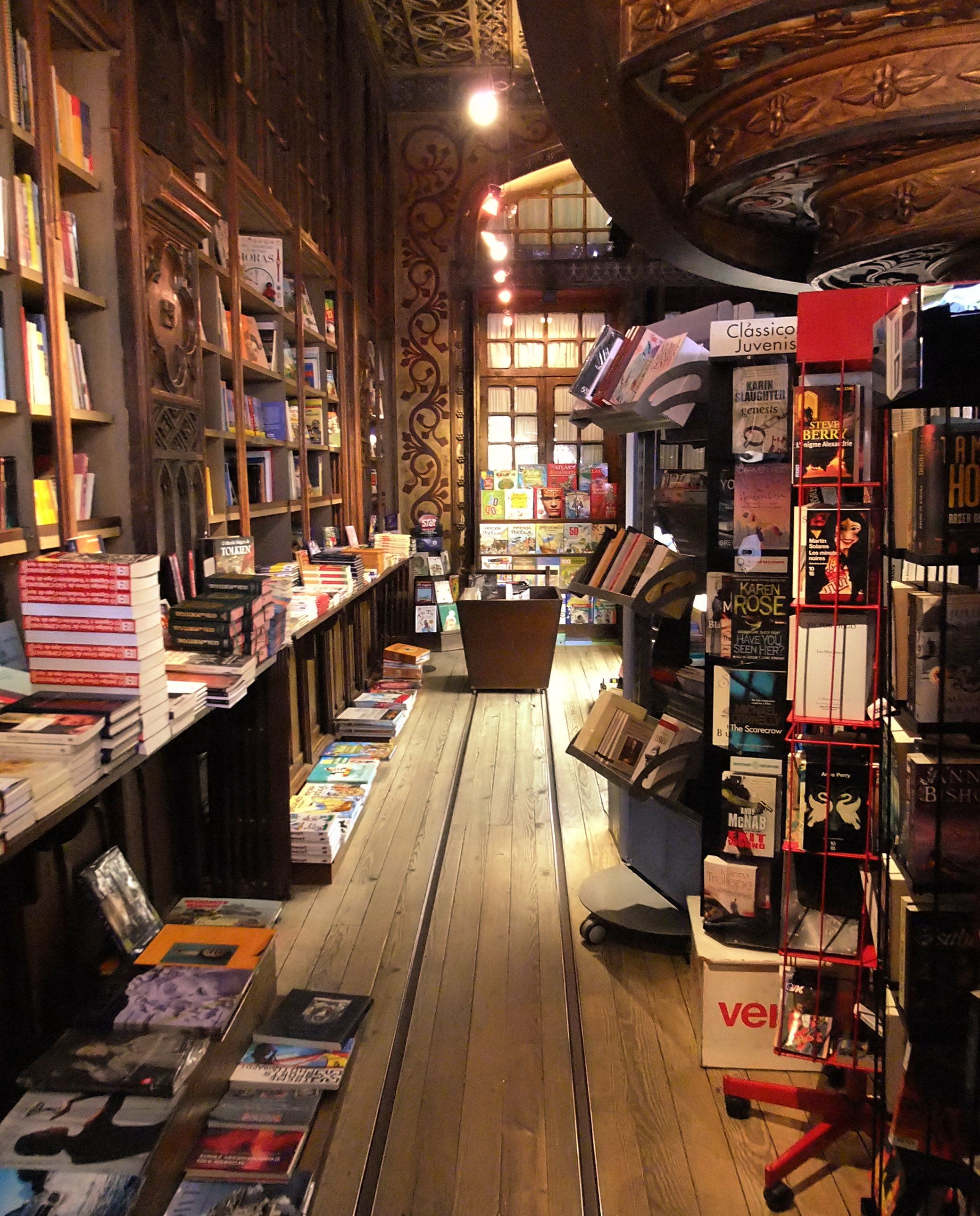
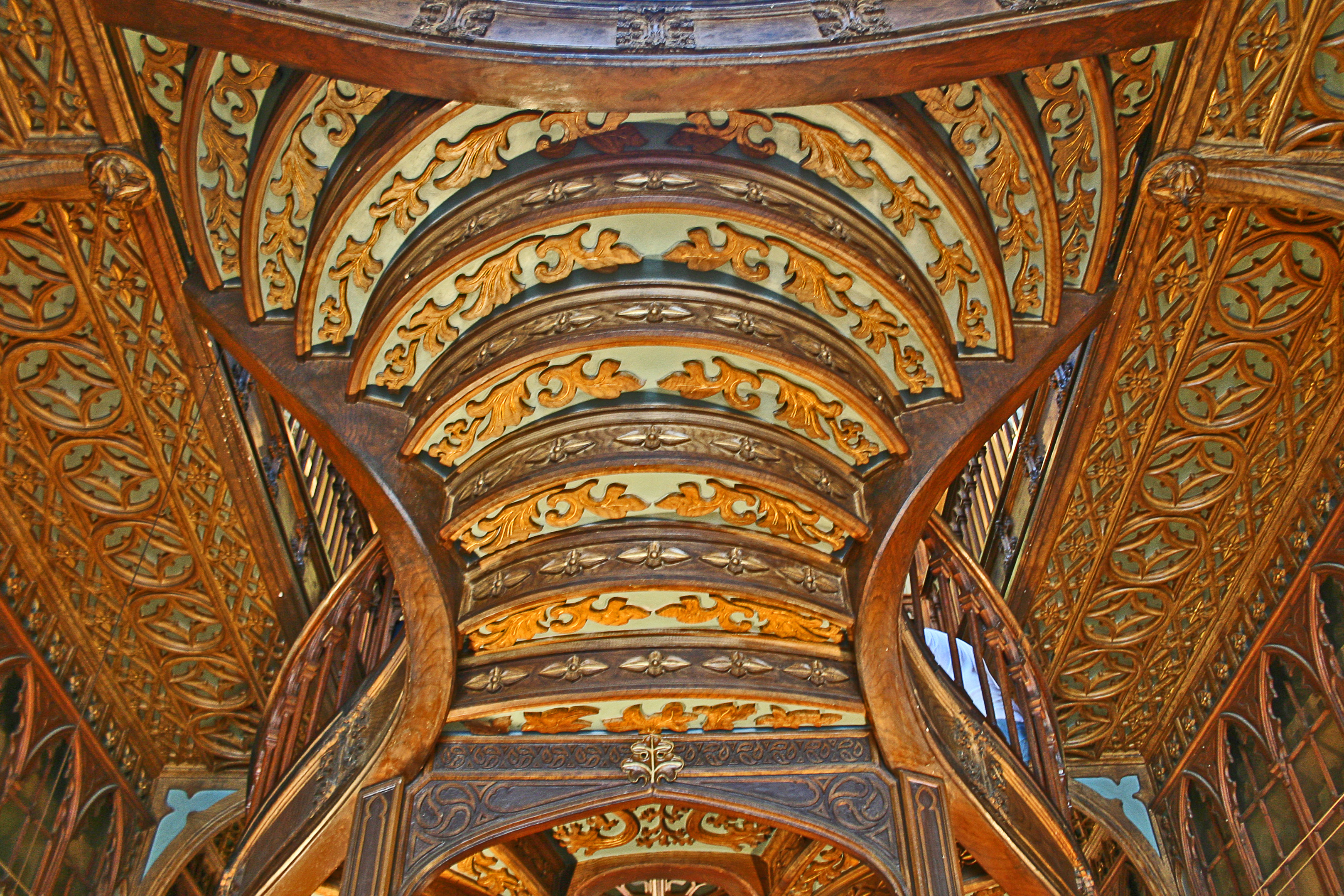
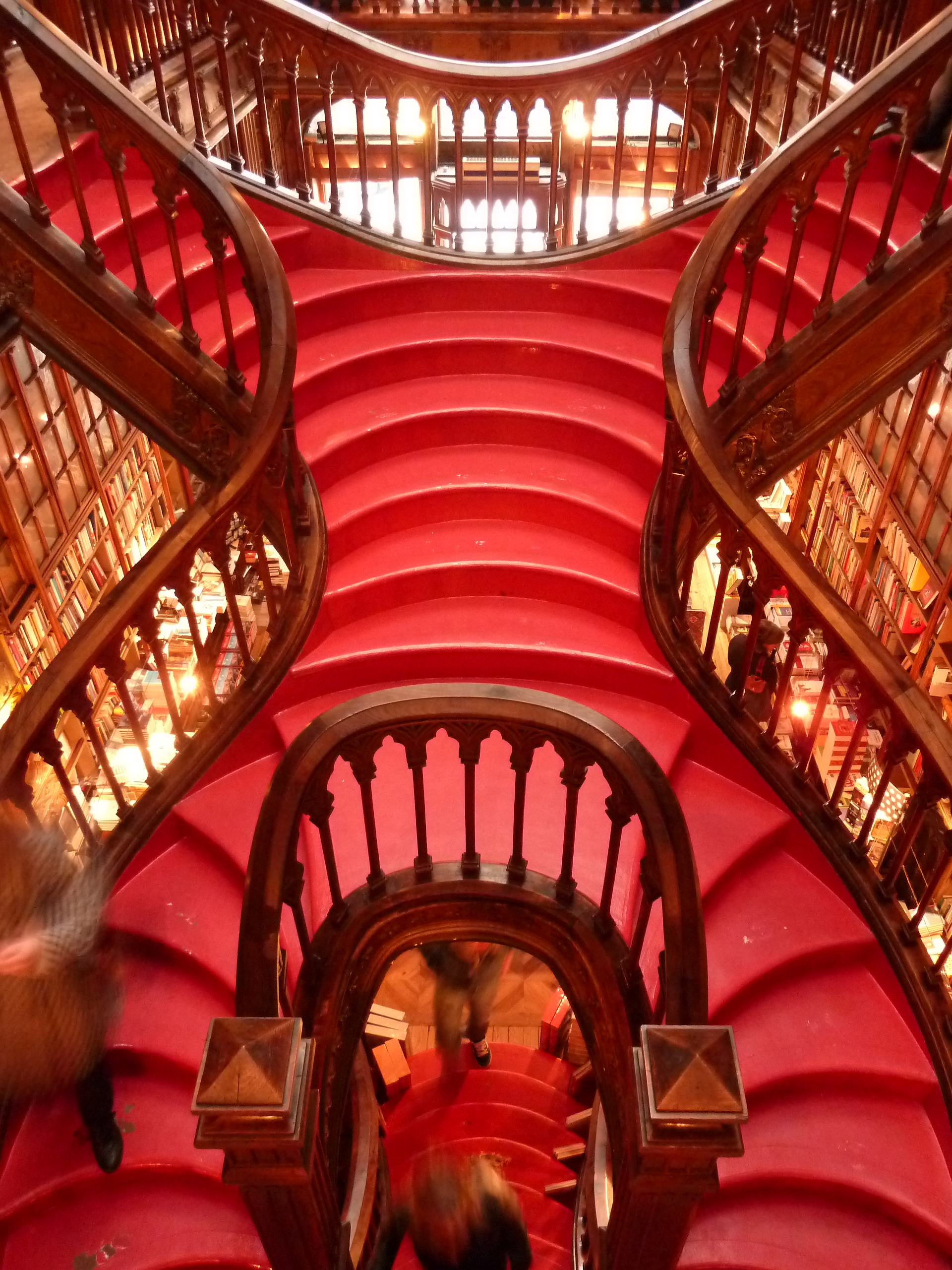
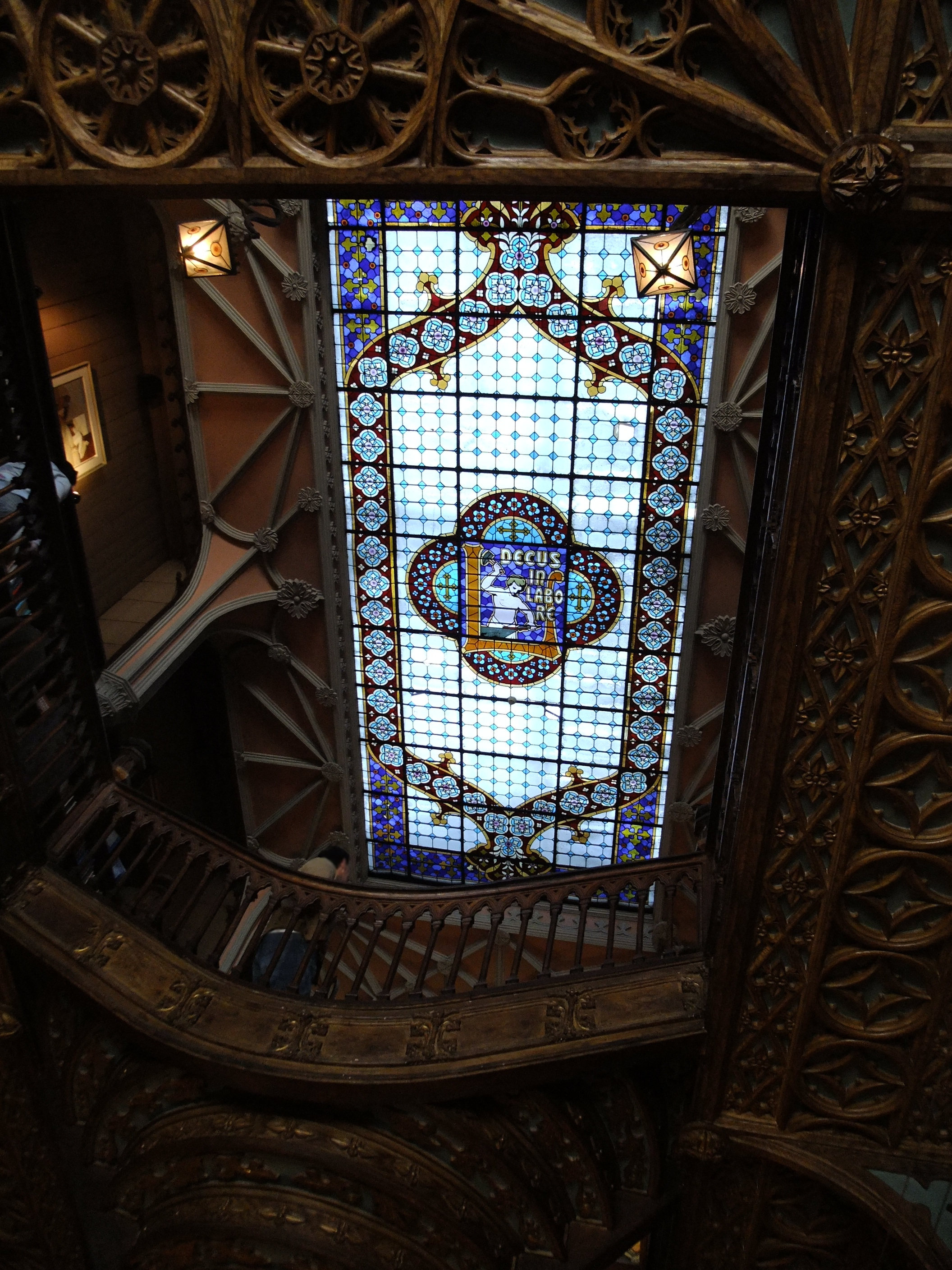